# Межеевский, Болеслав
Болеслав Межеевский (пол. Bolesław Mierzejewski; 7 октября  1887, Варшава — 7 октября 1980, Катовице) — польский актёр театра и кино, певец оперетты, режиссёр.

## Биография
Потомок обедневшей шляхты. За участие в забастовке школьной молодёжи в 1905 году был исключён из лицея.
В том же году дебютировал на сцене Варшавской драматической театральной труппы. В 1908—1909 годах, обучаясь в реальной школе, выступал в разных театрах Варшавы: Teatr Rozmaitości, Teatr Mały и Teatr Letni. Окончив школу поступил в Teatr Mały.
Позже выступал в Городском театре в Гродно (1934-35), Поморском земельном театре в Торуни (1935—1937), Новом театре в Познани (1936), Городских театрах во Львове (1937—1938), в Быдгоще (1938—1939), Познанской оперетте (1939).
До начала Второй мировой войны также был артистом театров оперетты и кабаре Варшавы. Во время войны работал официантом.
Участник Второй мировой войны. Член подпольной Армии Крайовой, участвовал в Варшавском восстании 1944 года.
После войны переселился в Катовице, где и умер. Похоронен в Варшаве на кладбище Старые Повонзки.
Автор мемуаров «Maraton z Melpomeną» (Катовице, 1980).
Снимался в кино с 1916 года. Сыграл в 20 фильмах.

## Избранная фильмография
- 1973 — Санаторий под Клепсидрой — Франц Иосиф, восковая фигура в музее
- 1951 — Юность Шопена — профессор Линде
- 1951 — Община — зять мельника, секретарь суда
- 1935 — Любовные маневры — эпизод
- 1935 — Вацусь — эпизод
- 1933 — Ромео и Юлечка — комиссар полиции
- 1932 — Княгиня Лович — офицер
- 1930 — Порабощённые души — Ежи Сельский
- 1929 — Тайна почтового ящика
- 1929 — Сильный человек — директор театра
- 1928 — Канун весны — Ипполит Велёславский
- 1926 — Прокажённая — Вальдемар Михоровский
- 1923 — От женщины к женщине — Генрик Арто, оперный тенор
- 1922 — Мужики — сын органиста
- 1920 — Кизя-Мизя — Фонсио
- 1919 — Женщина, видевшая смерть (короткометражный)
- 1919 — Преступники — Здислав Рущиц
- 1916 — Под ярмом тиранов — Хенрик, жених Марии